# Trematodes tenebrioides
Trematodes tenebrioides är en skalbaggsart som beskrevs av Peter Simon Pallas 1781. Trematodes tenebrioides ingår i släktet Trematodes och familjen Melolonthidae. Inga underarter finns listade i Catalogue of Life.